# JT健康保険組合
JT健康保険組合（ジェイティけんこうほけんくみあい、正式名称: ジェイティ健康保険組合）は、日本たばこ産業（JT）の健康保険組合である。健康保険の運営をしている。

## 歴史
元は日本たばこ産業共済組合であった。民営化後も約10年間は共済組合であったが、1997年に短期給付は健康保険組合に移行した。（同時に旧3公社（JR、NTT、JT）の共済年金が厚生年金に統合された）

## 休暇村・保養所
以下は現在、提携している休暇村や保養所である。
- 休暇村協会加盟37施設
- 東急ホテルズ